# Francis Lopez

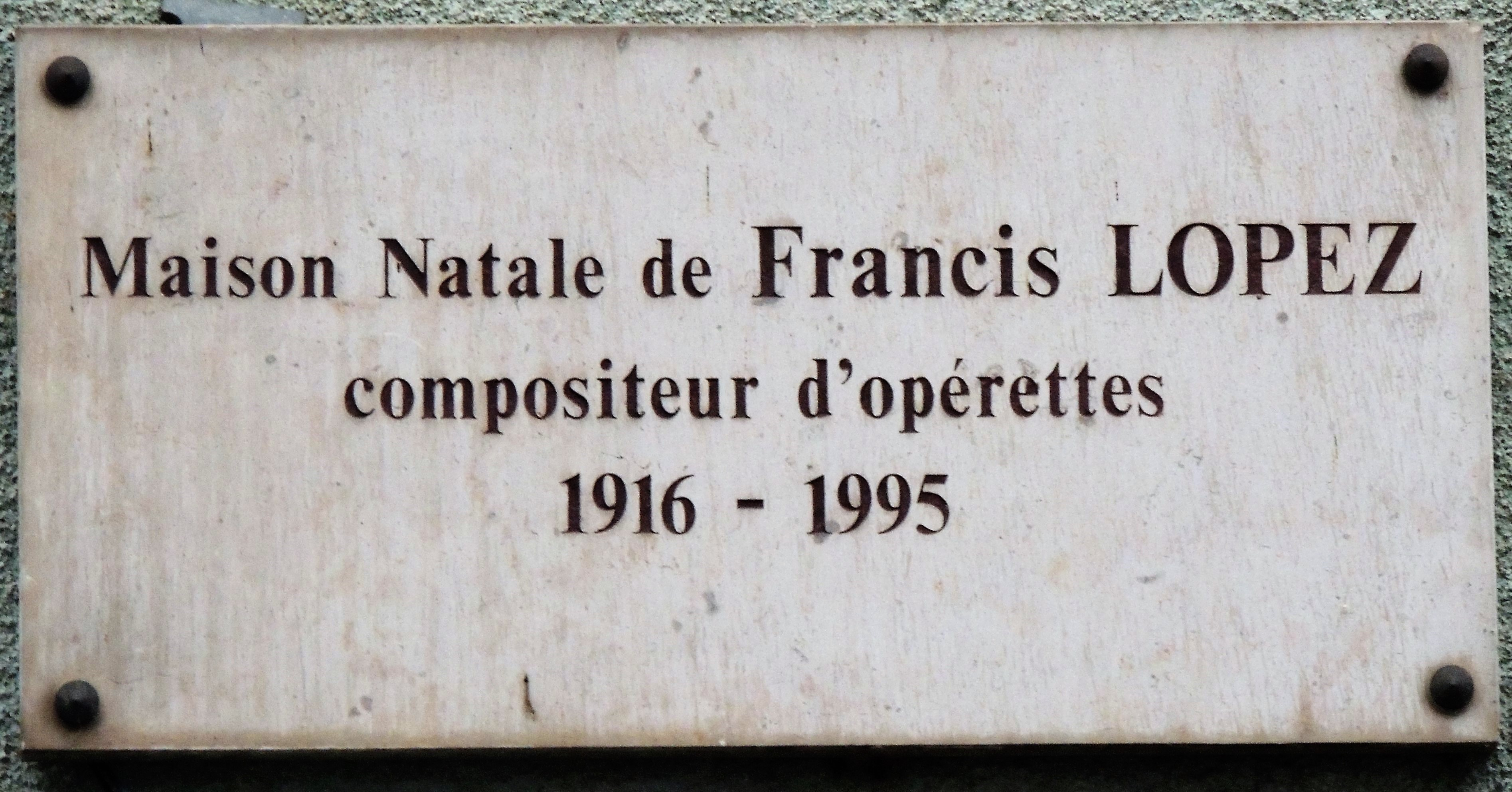
targa commemorativa nella casa natale di Francis Lopez

Francis Lopez, vero nome Francisco Lopez (Montbéliard, 15 giugno 1916 – Parigi, 5 gennaio 1995), è stato un compositore francese.

## Biografia

### 1916-1939 - L'infanzia e la giovinezza
Lopez nacque per caso a Montbéliard a causa della guerra. Egli era infatti un basco autentico per origine e in virtù del tempo passato in quei luoghi nel corso dell'infanzia e dell'adolescenza. La famiglia di suo padre, Francisco López (nato in Perù, a Lima nel 1889, ma poi trasferitosi in Francia a Hendaye, per esercitare la professione di dentista) era emigrata in Perù come avevano fatto molti baschi nel XIX secolo. Sua madre, Berta-Ena Jambreau, era nata anch'essa in Sudamerica a Buenos Aires. Figlia di baschi originari di Hendaye, ella tornò con la sua famiglia in quella città dopo la morte di suo padre. Li incontrò il suo futuro marito. Francis Lopez, che aveva perduto il padre all'età di cinque anni, dopo aver seguito gli studi al liceo di Pau, andò a Parigi per iniziare gli studi di medicina per divenire dentista come il padre. Buon pianista dilettante, egli suonava la sera in alcuni ritrovi notturni del quartiere latino allo scopo di pagarsi gli studi ma senza ambizioni di carriera musicale.

### 1939-1945 - Il debutto nel mondo della canzone
Avendo optato per la nazionalità francese (era nato in Francia ma da genitori stranieri) Francis Lopez venne chiamato a prestare servizio militare nel settembre del 1939, alla vigilia della seconda guerra mondiale. Alla vigilia della festività del Natale compose le sue prime canzoni. Ferito nel 1940, e ritornato alla vita civile, aprì uno studio di dentista a Parigi continuando comunque a comporre delle canzoni la sera dopo il lavoro. Nella comunità basca della capitale Francis Lopez conobbe il cantante André Dassary che lavorava con il direttore d'orchestra e arrangiatore Raymond Legrand. Nel 1942 egli ottiene un grande successo con quattro sue canzoni interpretate dall'orchestra di Raymond Legrand: le Rat des villes et le rat des champs, Perrette, Jim e Refrain sauvage, e quest'ultimo titolo ottiene addirittura il Grand Prix du disque. Da quel momento in poi Francis Lopez passerà di successo in successo con interpreti prestigiosi come Lucienne Delyle, Léo Marjane, Maurice Chevalier, Tino Rossi ma più di tutti Georges Guétary, all'epoca debuttante nel varietà. Al successo di Guétary concorsero canzoni come Caballero, Robin des Bois, A Honolulu, che erano canticchiate da tutti.

### 1945-1970 - Il successo
Alla fine del 1945, Francis Lopez, già noto come compositore di canzoni di successo, decise di scrivere la sua prima operetta, La Belle de Cadix, su libretto di Raymond Vincy. Il protagonista fu un cantante pressoché sconosciuto, Luis Mariano. Lo spettacolo, messo in scena in poco tempo, venne programmato al Casino Montparnasse il 22 dicembre 1945. Erano state previste una cinquantina di repliche ma lo spettacolo rimase in cartellone per circa due anni. La Belle de Cadix segna l'inizio della collaborazione di un trio, formato da Raymond Vincy, Francis Lopez e Luis Mariano, che avrebbe dominato l'operetta per oltre venti anni. Nel 1955 va in scena al Grand Théâtre di Ginevra.
Dopo il successo della prima operetta, Francis Lopez si lanciò nella composizione di un'opera più ambiziosa dal punto di vista musicale. Nacque così Andalousie, presentata alla Gaîté Lyrique il 25 ottobre 1947, ancora con Luis Mariano nel ruolo del protagonista.
La notorietà di Francis Lopez era ormai divenuta enorme ed egli componeva operette su operette, su libretti di Raymond Vincy (generalmente solo, ma qualche volta in collaborazione con altri scrittori), ad un ritmo di circa due per anno, alcune sul tipo della commedia musicale (Quatre jours à Paris, 1948; Monsieur Bourgogne, 1949), ed altre sul genere delle opere di gran spettacolo che raggiunsero il punto più elevato con Pour Don Carlos, nel 1950, con Georges Guétary. Seguì poi Le Chanteur de Mexico, nel 1951, con Luis Mariano. 
Con Le Chanteur de Mexico messa in scena al Théâtre du Châtelet (così come Pour Don Carlos), Francis Lopez, che allora aveva 35 anni, raggiunse il massimo della gloria. Nel corso di una dozzina d'anni raggiungerà il trionfo: La Route Fleurie à l'ABC (1952), con Georges Guétary, Bourvil e Annie Cordy; À la Jamaïque al teatro Porte-Saint-Martin (1954), con Jeanne Sourza e Christian Selva; La Toison d'Or, allo Châtelet (1954), con André Dassary; Méditerranée, ancora allo Châtelet (1955), prima operetta interpretata da Tino Rossi; Tête de Linotte à l'ABC (1957), con Annie Cordy e Jean Richard.
Gli anni sessanta saranno meno brillanti. La moda era ormai rivolta allo « yéyé », più ritmico che melodico, che si impose nei teatri di varietà. Francis Lopez fece qualche concessione alla nuova moda ed introdusse il « twist » nelle sue nuove operette (Visa pour l'amour, con Luis Mariano e Annie Cordy, nel 1961, e soprattutto Le Temps des guitares, scritta nel 1963 per Tino Rossi, dove l'influenza dei nuovi ritmi è ancora più sensibile ed egli fa appello ad una cantante della nuova generazione (Josy Andrieu). L'operetta da grande spettacolo non viene comunque abbandonata. Maurice Lamy, successore di Maurice Lehmann a capo dello Châtelet, commissiona Le Prince de Madrid, messa in scena nel marzo 1967 con Luis Mariano, che rimarrà in cartellone per due anni. Nel maggio 1968 scomparve Raymond Vincy, il collaboratore di tanti successi. Per il nuovo spettacolo che doveva andare in scena allo Châtelet nel dicembre 1969, La Caravelle d'Or, egli si rivolse a Jean Valmy per il libretto ed a Jacques Plante per i testi delle canzoni. A causa di una malattia, Luis Mariano dovette abbandonare le scene dopo appena qualche settimana di rappresentazioni, morendo poi a Parigi il 14 luglio 1970. Dei componenti del trio che aveva fatto la fortuna dell'operetta francese negli anni cinquanta (Francis Lopez, Raymond Vincy e Luis Mariano) rimaneva soltanto il compositore. Tuttavia il suo successo non si spegne; in provincia, Rudy Hirigoyen porta al trionfo Viva Napoli nel 1969, prima di una ripresa, coronata da successo, a Parigi al Théâtre Mogador, nel settembre 1970.

### 1970-1994 - Le difficoltà
Agli inizi degli anni '70, l'operetta era indiscutibilmente in crisi, a seguito dell'ascesa del rock ed al fatto che, fra le nuove generazioni si andava imponendo la commedia musicale americana. Il teatro Gaîté-Lyrique venne chiuso, il Mogador cercò nuove forme di spettacolo e lo Châtelet era sull'orlo del fallimento dopo la morte di Marcel Lamy. Per evitare la chiusura venne chiesto a Francis Lopez di assumere la direzione del Teatro. Vista l'urgenza decise di mettere in scena Gipsy, un'operetta rappresentata a Lilla nel dicembre del 1971, affidata ad un debuttante come José Todaro. A partire dal febbraio 1972, verrà rappresentata per più di 600 volte allo Châtelet sotto la direzione orchestrale di André Martial. Les Trois Mousquetaires, « operetta western » con libretto liberamente tratto dall'omonima opera di Alexandre Dumas, verrà messa in scena subito dopo, nel febbraio 1974, con il tenore Mario Brunini, che morrà di lì a breve. Volga, messa in scena allo Châtelet nel novembre 1976 con José Todaro e Maria Candido sarà l'ultima operetta a grande spettacolo di Francis Lopez. Essa terrà il cartellone per diciannove mesi anche se Lopez, in disaccordo con la società concessionaria del teatro Châtelet, aveva abbandonato la direzione dello stesso. Nel 1979, la città di Parigi decise di assumere in proprio la gestione del Teatro riportandolo alla tradizione del XIX secolo con il nome di Théâtre Musical de Paris, trasformandolo in una sala da concerti.
Poiché il Théâtre Mogador aveva subito una simile sorte, Francis Lopez non poté più mettere in scena operette di grande spettacolo. Si dovette accontentare di sale più piccole come Renaissance, Elysée-Montmartre, Eldorado, senza buca per l'orchestra. Ormai i cantanti sono accompagnati soltanto da qualche strumento, realizzato con il sintetizzatore. Qualche volta si fa ricorso ad un semplice nastro magnetico. Si è molto lontani dalle ricche orchestrazioni di un Jacques-Henry Rys o di un Paul Bonneau. Con le piccole scene senza macchinari, la messa in scena è più ridotta. Tuttavia Francis Lopez non rinuncia: il catalogo delle sue opere dal 1979 al 1994, conta su una ventina di titoli, al ritmo medio di un'operetta ogni anno, ma non hanno più l'eco della sua gloria passata. È difficile sapere del resto quale è la parte esatta di Francis Lopez nella spartizione musicale della maggior parte delle produzioni dell'ultimo periodo della sua carriera, di numerose "arie addizionali" scritte da sua moglie Anja e poi da suo figlio Rodrigo, ed introdotte regolarmente nelle operette che firma negli anni 1980. Per i ruoli da protagonista delle sue ultime opere, Francis Lopez impegna Gésip Légitimus alla direzione artistica e richiamata gli artisti che hanno portato al successo le sue operette negli anni 50, ovvero Georges Guétary, Rudy Hirigoyen, Maria Candido e Josy Andrieu notevolmente invecchiati. A questi aggiungerà dei nuovi talenti nessuno dei quali riuscirà ad imporsisi veramente (José Villamor, Katia Tchenko, Ricardo Garcia, Tony Gama, Richard Finell, Chris Keller). 
Francis Lopez muore a Parigi il 5 gennaio 1995, lasciando un patrimonio artistico enorme: una cinquantina di operette, un migliaio di canzoni e le musiche di una cinquantina di film.
La produzione spesso deludente degli ultimi anni della carriera di Francis Lopez non deve fare dimenticare le qualità di un musicista che fu, con Vincent Scotto, uno dei più grandi melodisti del XX secolo, i cui ritornelli, impostisi immediatamente all'orecchio, conobbero un successo planetario durante una quindicina di anni. Se Parigi ha oggi abbandonato Francis Lopez, la ripresa di Le Chanteur de Mexico nel 2006 non ha conosciuto un grande successo, la provincia gli rimane fedele. Tutti gli anni, vengono allestite, in una città o in un'altra, La Belle de Cadix, Andalousie, Quatre jours à Paris o qualche altra grande operetta.

## Operette
- 1945: La Belle de Cadix (Casino Montparnasse)
- 1947: Andalousie (Théâtre de la Gaîté-Lyrique)
- 1948: Quatre jours à Paris (Bobino)
- 1949: Monsieur Bourgogne (Bobino)
- 1950: Pour Don Carlos (Théâtre du Châtelet)
- 1951: Le Chanteur de Mexico (Théâtre du Châtelet) 905 recite
- 1952: La Route fleurie (Théâtre de l'ABC)
- 1953: Le Soleil de Paris
- 1954: A la Jamaïque (Théâtre de la Porte Saint-Martin)
- 1954: La Toison d'Or (Théâtre du Châtelet)
- 1955: Méditerranée (Théâtre du Châtelet) 572 recite
- 1956: El Aguila de Fuego (L'Aigle de Feu) (Théâtre Maravilla, à Madrid)
- 1957: Tête de Linotte (ABC)
- 1957: La concion del amor mio (Madrid)
- 1958: S.E. La Embajadora (Théâtre de l'Alcazar, à Madrid)
- 1958: Cinq Millions Comptant
- 1959: Le Secret de Marco Polo (Théâtre du Châtelet con Luis Mariano)
- 1960: Dix Millions Cash
- 1961: Visa pour l'amour (Théâtre de la Gaîté-Lyrique con Luis Mariano)
- 1963: Le Temps des Guitares  (ABC)
- 1963: Cristobal de Magnifique (Théâtre de l'Européen)
- 1967: Le Prince de Madrid (Théâtre du Châtelet con Luis Mariano)
- 1969: La Caravelle d'Or (Théâtre du Châtelet)
- 1969: : musique du film "la honte de la famille" - non commercialisée (sources: le générique du film)
- 1970: Viva Napoli (Mogador)
- 1971: Restons Française (Théâtre des Capucines)
- 1971: Gipsy (Théâtre du Châtelet)
- 1973: Les Trois mouquetaires (Théâtre du Châtelet)
- 1975: Fiesta (Théâtre Mogador)
- 1976: Volga (Théâtre du Châtelet)
- 1979: La Perle des Antilles (Théâtre de la Renaissance)
- 1980: Viva Mexico (Théâtre de la Renaissance)
- 1981: Aventure à Monte-Carlo (Théâtre de la Renaissance)
- 1981: Soleil d'Espagne (Théâtre de la Renaissance)
- 1981: La Fête en Camargue (Grand Théâtre de Saint-Etienne)
- 1981: Vacances au Soleil
- 1982: Le Vagabond tzigane (Théâtre de la Renaissance)
- 1983: L'Amour à Tahiti (Théâtre de l'Elysée-Montmartre)
- 1984: Les Mille et une nuits (Théâtre de l'Elysée-Montmartre)
- 1985: Carnaval aux Caraïbes (Théâtre de l'Elysée-Montmartre)
- 1986: Le Roi du Pacifique (Théâtre de l'Elysée-Montmartre)
- 1987: Fandango (Théâtre de l'Elysée-Montmartre)
- 1988: Aventure à Tahiti (Théâtre de l'Eldorado)
- 1988: Rêve de Vienne (Théâtre de l'Eldorado)
- 1989: La Marseillaise (Théâtre de l'Eldorado)
- 1989: La Belle Otero (Théâtre de l'Eldorado)
- 1990: Porto Rico (Théâtre de l'Eldorado)
- 1991: Sissi (Théâtre de l'Eldorado)
- 1993: Les Belles et le Gitan (Théâtre de l'Eldorado)